# Cleberson Souza Santos Góis
Cleberson Souza Santos (10 de fevereiro de 1978) é um futebolista brasileiro que atua como zagueiro.

## Carreira
Cleberson, que foi revelado pelo Botafogo, defendeu a Cabofriense até 2007. Neste ano, na final da Taça Rio, ficou famoso por ter dado um beijo no árbitro da partida, Ubiraci Damásio, após ter cometido uma falta. Após o ato, Cleberson levou cartão amarelo. Depois daquele ocorrido, transferiu-se para o Wellington Phoenix FC da Nova Zelândia.